# Brahma Chellaney

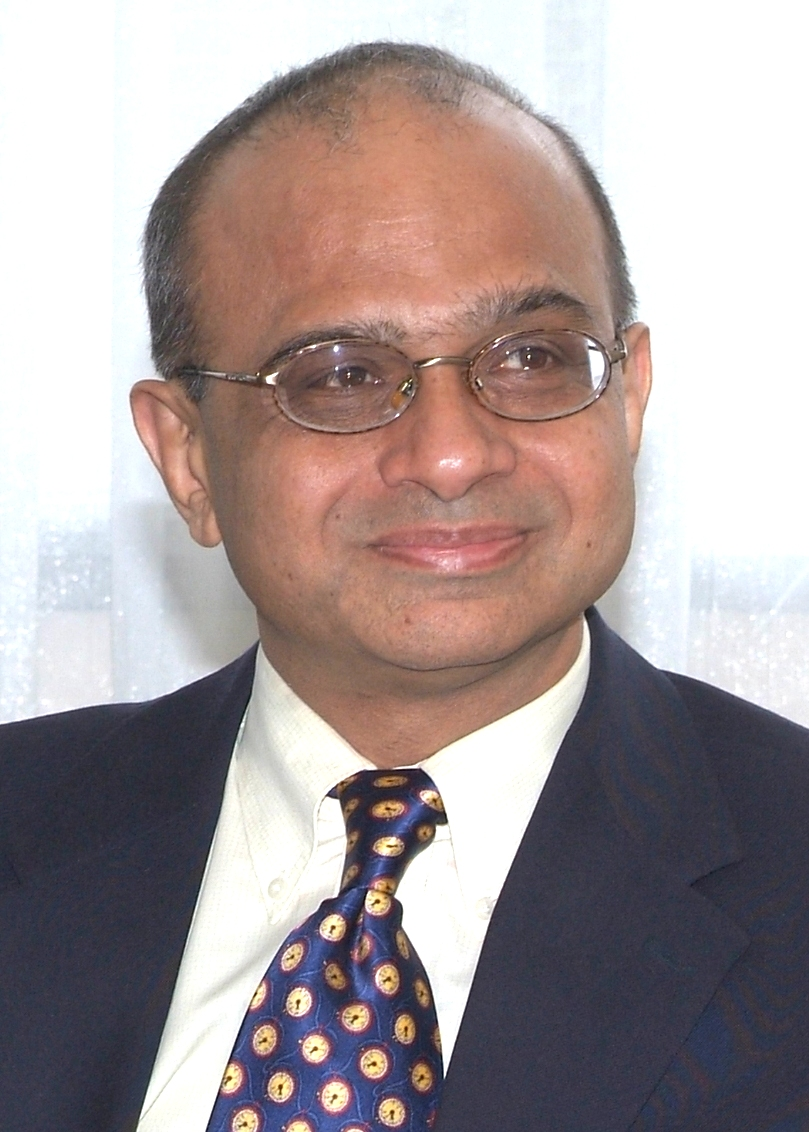

Brahma Chellaney (* 1962 in New Delhi) ist ein indischer Geostratege und Publizist. Die Asia Society verlieh ihm 2012 den Bernard Schwartz Book Award. Er ist Kolumnist für Project Syndicate. Das Open Magazine zollte ihm Respekt für seine unabhängige Forschung und das furchtlose Äußern unbequemer Wahrheiten. Den mit $20.000 dotierten Bernard Schwartz Award erhielt er für sein Buch Water: Asia's New Battleground.
Stanley Weiss bezeichnete ihn als „einen der besten strategischen Denker Indiens“; The Wall Street Journal beschrieb ihn als „prominenten Experten für Strategie-Fragen“ und The Guardian nannte ihn „einen renommierten Analysten und Autor zu internationalen Angelegenheiten.“ The Times of India hält ihn für „Indiens besten Experten für Außenpolitik“. Chellaney schuf die Bezeichnung Schuldenfallen-Diplomatie, um zu beschreiben, wie insbesondere China die Schuldenlast kleinerer Länder für geopolitische Ziele nutzt.

## Leben
Chellaney bestand die Senior-Cambridge-Prüfung an der Mount St. Mary’s School, India, und erhielt einen Bachelor of Arts (Honours) am Hindu College, University of Delhi sowie einen Master of Arts an der Delhi School of Economics. Seinen PhD erwarb er mit einer Arbeit über internationale Waffenkontrolle.
Er ist Professor für Strategiewissenschaft am Centre for Policy Research in New Delhi; er ist Richard-von-Weizsäcker-Fellow der Robert Bosch Academy in Berlin und verbunden mit dem International Centre for the Study of Radicalization am King’s College London. Mitte der 2000er Jahre war er Mitglied einer Politikberatungsgruppe der indischen Regierung unter Leitung des Außenministers. Zuvor hatte er für Indiens Nationalen Sicherheitsrat die Berater-Gruppe zur Äußeren Sicherheit organisiert.
Laut The New York Times/International Herald Tribune war Chellaney einer der unabhängigen Experten, welche am Plan einer Nuklear-Doktrin Indiens mitgearbeitet hatten. Der Entwurf wurde im August 1999 veröffentlicht. Seine Anfang 2017 veröffentlichte These von Chinas Schuldenfallen-Diplomatie ist mittlerweile zum Allgemeingut geworden.

## Werke
- Water: Asia’s New Battleground. Georgetown University Press, Washington, D. C., 2011, ISBN 978-1-58901-771-9.